# Dennis Chambers
Dennis Chambers, né le 9 mai 1959 à Baltimore (États-Unis) est un batteur américain. Il commence la percussion à quatre ans, puis joue dès six ans dans les boîtes de nuit. À l'âge de 18 ans, il intègre les formations P-funk de George Clinton (Parliament, Funkadelic, P-funk Allstars) avec lesquelles il évoluera jusqu'en 1985 . Il travaille ensuite pour Bill Evans, John Scofield, George Duke, Stanley Clarke, les Brecker Brothers et Niacin dans les années 1990. Getting Even sera le nom de son premier album solo en 1991 et Outbreak plus récemment. En 2006, il sort un album qui s'intitule: Planet Earth, ainsi qu'avec Niacin un opus qui se nomme Organik. Il parcourut le monde lors de la tournée mondiale avec le guitariste chanteur Carlos Santana. Il a participé à la tournée de John McLaughlin qui a suivi la sortie de l'album Industrial Zen en compagnie d'autres musiciens de renom tel qu'Eric Johnson à la guitare mais aussi Zakir Hussain qui mélange musique indienne, jazz et solo rock.
Dennis Chambers joue sur une batterie PEARL (série Masterworks) et des cymbales ZILDJIAN (série K et K custom).

## Discographie sélective
| Année | Artiste ou groupe | Titre                                              | Label                  |
| ----- | --- | -------------------------------------------------- | ---------------------- |
| 1982  | Don Blackman | Blackman                                           | Arista Grp             |
| 1983  | P-Funk All Stars | Live at the Beverly Theater in Hollywood           | Westbound              |
| 1986  | John Scofield | Blue Matter                                        | Gramavision            |
| 1987  | John Scofield | Loud Jazz                                          | Gramavision            |
| 1987  | John Scofield | Pick Hits Live                                     | Gramavision            |
| 1989  | Gary Thomas | By All Means Necessary                             | JMT                    |
| 1990  | Bill Evans Group (Bill Evans, Chuck Loeb, Jim Beard, Darryl Jones, Dennis Chambers)                                                      | Let The Juice Loose (Live at the Blue Note, Tokyo) | Bellaphon              |
| 1991  | Dennis Chambers | Big City                                           | Glass House            |
| 1992  | Carl Filipiak Group (Carl Filipiak, Dennis Chambers, Paul Soroka, Jim Charlsen, Victor Williams, George Gray, Dave Fairall, Rod Daniels) | Right on Time                                      | Geometric Records      |
| 1992  | Petite Blonde (Bill Evans, Chuck Loeb, Mitch Forman, Victor Bailey, Dennis Chambers)                                                     | Live Recording                                     | Lipstick Records       |
| 1992  | The Return Of The Brecker Brothers | The Return Of The Brecker Brothers                 | GRP Records            |
| 1992  | Dennis Chambers | Getting Even                                       | Glass House            |
| 1993  | Graffiti (Dennis Chambers, Haakon Graf, Gary Grainger, Ulf Wakenius)                                                                     | Good Groove                                        | ESC Records            |
| 1994  | John McLaughlin & The Free Spirits | Tokio Live                                         | Japan Import           |
| 1993  | Charles Blenzig (Mike Stern, Will Lee, Alex Foster, Dennis Chambers, Manolo Badrena, Michael Brecker)                                    | Say what you mean                                  | Big World              |
| 1995  | Steely Dan | Alive in America                                   | Giant                  |
| 1995  | Biréli Lagrène (Koono, Anthony Jackson, Dennis Chambers)                                                                                 | My Favorite Django                                 | Dreyfus Jazz           |
| 1997  | John McLaughlin, Gary Thomas | The Heart of Things                                | Verve/Universum        |
| 1999  | Victor Bailey | Low Blow                                           | ESC Records            |
| 2000  | John McLaughlin | The Heart Of Things / Live In Paris                | Polygram               |
| 2001  | Tetsuo Sakurai, Greg Howe, Dennis Chambers                                                                                               | Gentle Hearts                                      | Digital Recording      |
| 2002  | Dennis Chambers | Outbreak                                           | Esc Records            |
| 2003  | Greg Howe, Victor Wooten, Dennis Chambers                                                                                                | Extraction                                         | Tone Center Records    |
| 2003  | Bireli Lagrene, Dominique Di Piazza, Dennis Chambers                                                                                     | Front Page                                         | Sunny Side Records     |
| 2006  | Dennis Chambers | Planet Earth                                       | BHM                    |
| 2006  | Dennis Chambers, Jeff Berlin, David Fiuczynski, T Lavitz                                                                                 | Boston T Party                                     | Tone Center            |
| 2006  | True Spirit John Grant, Victor Williams Dennis Chambers, Najee,                                                                          | True Spirit                                        | Indy release           |
| 2007  | The Carl Filipiak Group | I Got Your Mantra                                  | Art of Life Records    |
| 2008  | Paul Hanson | Frolic in the Land of Plenty                       | Abstract Logix Records |
| 2009  | Dean Brown | DBIII:live at the Cotton Club Tokyo                | BHM records            |